# 아칸소 리버블레이즈
| 아칸소 리버블레이즈 |                                     |
| 콘퍼런스            | 남부 콘퍼런스 (1999년~2003년)       |
| 디비전              | 사우스웨스트 디비전 (1999년~2003년) |
| 설립연도            | 1999년                              |
| 해체연도            | 2003년                              |
| 역사                | 아칸소 리버블레이즈 (1999년~2003년) |
| 경기장              | 올텔 아레나                         |
| 연고지              | 아칸소주 노스리틀록                 |
| 상징색              | 빨강, 파랑, 은, 검정, 하양          |
| 구단주              |                                     |
| 단장                |                                     |
| 감독                |                                     |
| NHL 제휴            |                                     |
| AHL 제휴            |                                     |
| 정규시즌 우승       |                                     |
| 콘퍼런스 우승       |                                     |
| 디비전 우승         |                                     |
| 켈리 컵             |                                     |
| 영구 결번           |                                     |

아칸소 리버블레이즈(Arkansas RiverBlades)는 미국 아칸소주 노스리틀록을 연고지로 하는 1999년부터 2003년까지 ECHL 소속되었던 아이스 하키팀이다.

## 역대 홈경기장
| 경기장              | 사용기간      | 수용인원 | 장소                | 비고 |
| ------------------- | ------------- | -------- | ------------------- | ---- |
| 아칸소 리버블레이즈 |               |          |                     |      |
| 올텔 아레나         | 1999년~2003년 | 17,000명 | 아칸소주 노스리틀록 | 빈칸 |